# دلایل‌الصدق
دلایل الصدق کتابی کلامی در شرح نهج الحق علامه حلی است.
فضل‌بن روزبهان اصفهانی از متکلمان اشعری مسلک، کتابی را در رد آن با نام «ابطال‌الباطل» می‌نویسد که از سوی بسیاری از علمای امامیه ردیه‌های فراوانی به نگارش درآمده و یکی از آن‌ها، همین کتاب علامه مظفر است که در این کتابش ابتدا به کلام علامه اشاره و سپس سخنان سخیف فضل‌بن روزبهان را نقل می‌کند و سرانجام به نقد و رد می‌پردازد. این کتاب تا بدان حد از قوت علمی و حسن نگارش رسیده که به‌عنوان یکی از منابع درجه اول برای محققان بعدی مطرح است و چاپ‌های متعدد در کشورهای مختلف و هم‌چنین استقبال از این کتاب خود گواهی بر مقبولیت‌ آن است.

## نویسنده
محمد حسن مظفر (برادر بزرگتر محمدرضا مظفر) از شاگردان آخوند خراسانی و از دانشمندان عراقی ساکن نجف که در قرن ۱۴ می زیسته می‌باشد.

## محتوا
محمدحسن مظفر کتاب نهج الحق علامه حلی را به صورت مبسوط شرح کرده و نامش را دلایل الصدق فی شرح نهج الحق نهاده است. وی در این کتاب به شبهات ابن تیمیه در منهاج السنه و روزبهان بقلی در رد نهج الحق هم پاسخ داده و حقانیت مذهب تشیع را به نمایش گذارده و ادله بسیاری بر ضد عقاید غیر شیعیان متذکر شده است.

## ترجمه به فارسی
از آنجا که دلایل الصدق به زبان عربی است محمد سپهری این کتاب را ترجمه کرده و انتشارات امیرکبیر تهران آن را چاپ کرده است.

## پیوند به یرون
- مقاله ای در باب کتابشناسی دلایل الصدق:

al-athar.ir/home/Content?id=313&code=10